# Žalostinka
Žalostinka ali elegija je v današnjem pomenu pesem otožne, žalostne vsebine.

## Vsebina
V žalostinkah pesnik izraža žalost zaradi nečesa, kar je za vedno izgubil. Opeva lahko izgubljeno mladost, srečna otroška leta, izgubljeno ljubezen. Motivi elegij so razovrstni: ljubezenski, politični, domoljubni, socialni, moralistični, refleksivni. Po vsebini tako elegije delimo na ljubezenske, domovinske, politične... 

## Izvor
Izvorno je elegija pomenila vsakršno pesem, spisano v elegičnem distihu, po katerem je dobila tudi ime. Vse do Ovidija elegija ni bila vsebinsko ali motivno opredeljena, marveč je veljala le za formalno pesniško opredelitev; torej je šlo za formalno natančno določeno pesniško obliko.
Z Ovidijevimi Žalostinkami iz Ponta (Tristia ex Ponto) elegija prvič dobi vsebinsko opredelitev žalostinke (pesem, ki je po svoji vsebini žalostna, melanholična, vsebuje hrepenenje), ki se ohrani vse do današnjih dni.

## Oblika
Izvorne starogrške in rimske elegije so napisane v elegičnem distihu, verzu, sestavljenem iz kombinacije daktilskega heksametra in daktilskega pentametra. Ta oblika se ohranja tudi pri Ovidiju.
Danes velja, da je žalostinka po zunanji obliki običajno svobodna. Žalostinke tako obstajajo v različnih verzih in kitičnih oblikah, tudi v ritmizirani prozi. Recitirali so jih ob spremljavi na piščal.

## Avtorji
Pesniška oblika je grškega izvora. Med glavne pesnike grških elegij sodijo Solon, Teognis, Kalimahos, Mimnermos, pri Rimljanih Propercij, Tibul in Ovidij. 
Od predromantike dalje so elegije, že v sodobnem pomenu žalostinke, med drugim pisali tudi Johann Wolfgang von Goethe, Friedrich Schiller, Percy Bysshe Shelley, John Keats, Alphonse de Lamartine, Giacomo Leopardi in Rainer Maria Rilke. 
V slovenski književnosti je žalostinke pisal predvsem France Prešeren (Slovo od mladosti, elegiji za Matijo Čopa in Andreja Smoleta). Tudi Josip Stritar, Simon Gregorčič, Oton Župančič in Niko Grafenauer